# Res mancipi
A palavra Res significa "coisa" em romano. Por isso, no direito romano os "Direitos Reais" são "Direitos das Coisas".
Dentre as "coisas", algumas delas precisavam de uma formalidade para serem transferidas, essas eram as Res mancipi. O nove advém da formalidade para a transmissão de posse que era chamada de mancipatio. As que não necessitam de tal formalidade são as res nec mancipi.
A distinção entre res mancipi e res nec mancipi foi formalmente abolida por Justiniano no Corpus Juris Civilis.